# Гротеск (Цілком таємно)

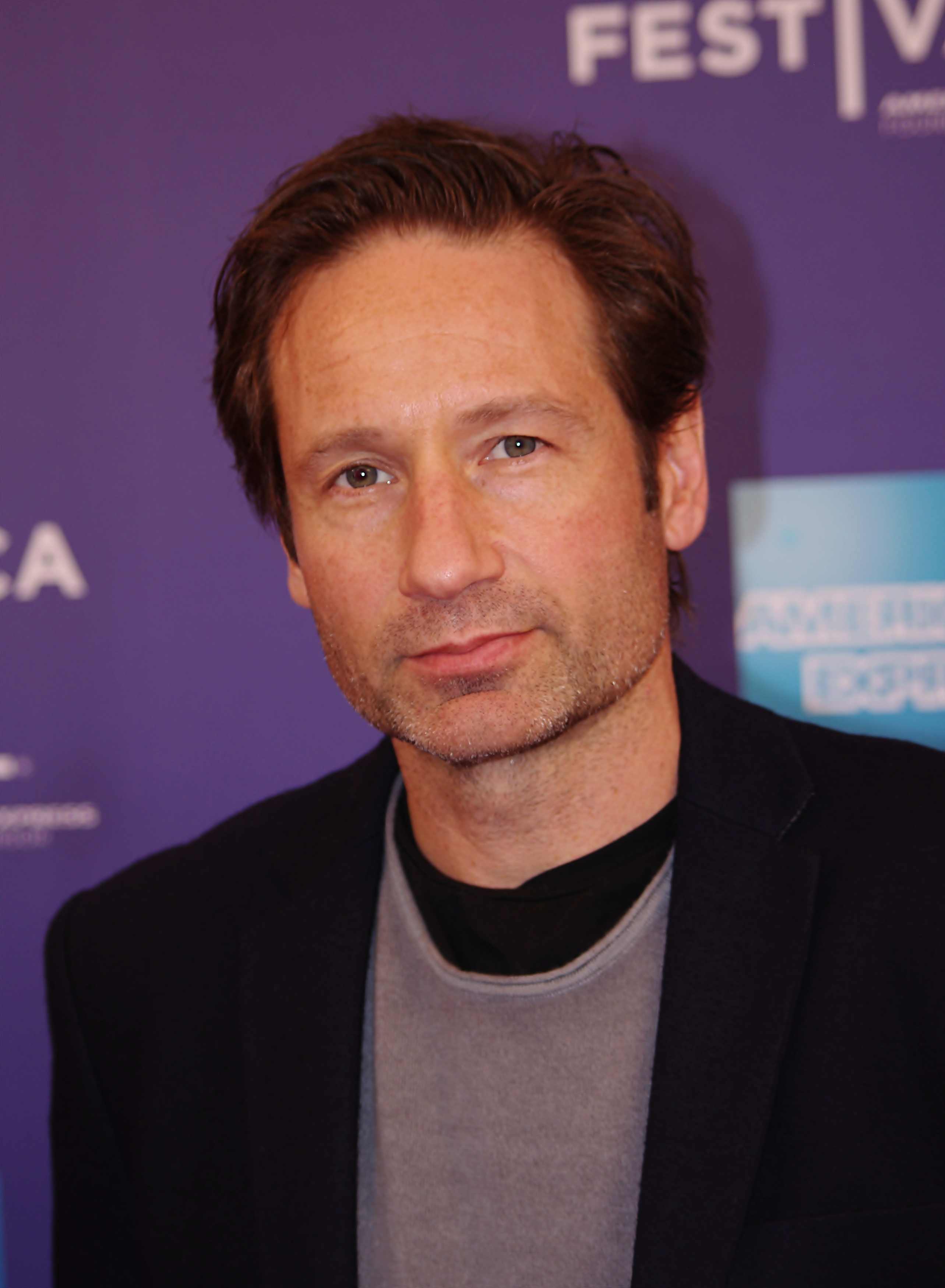

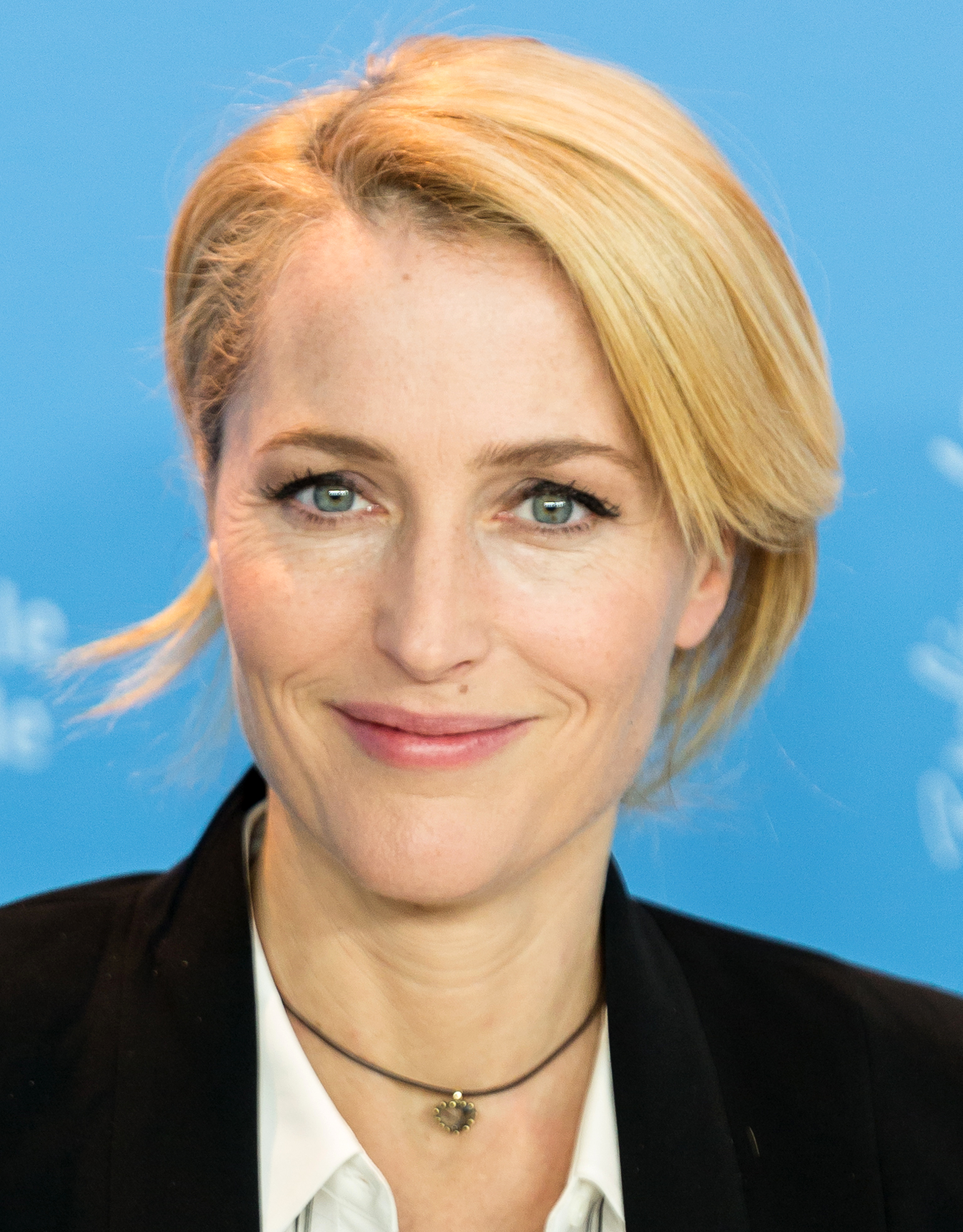

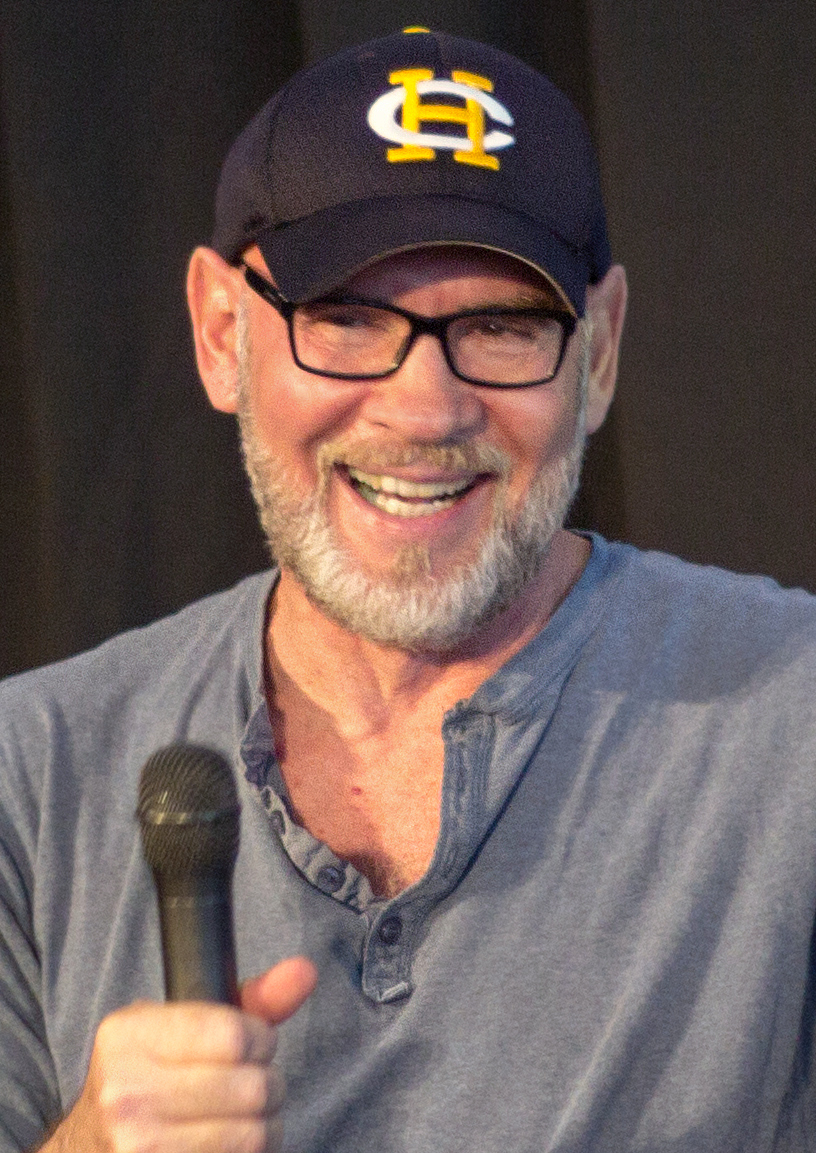

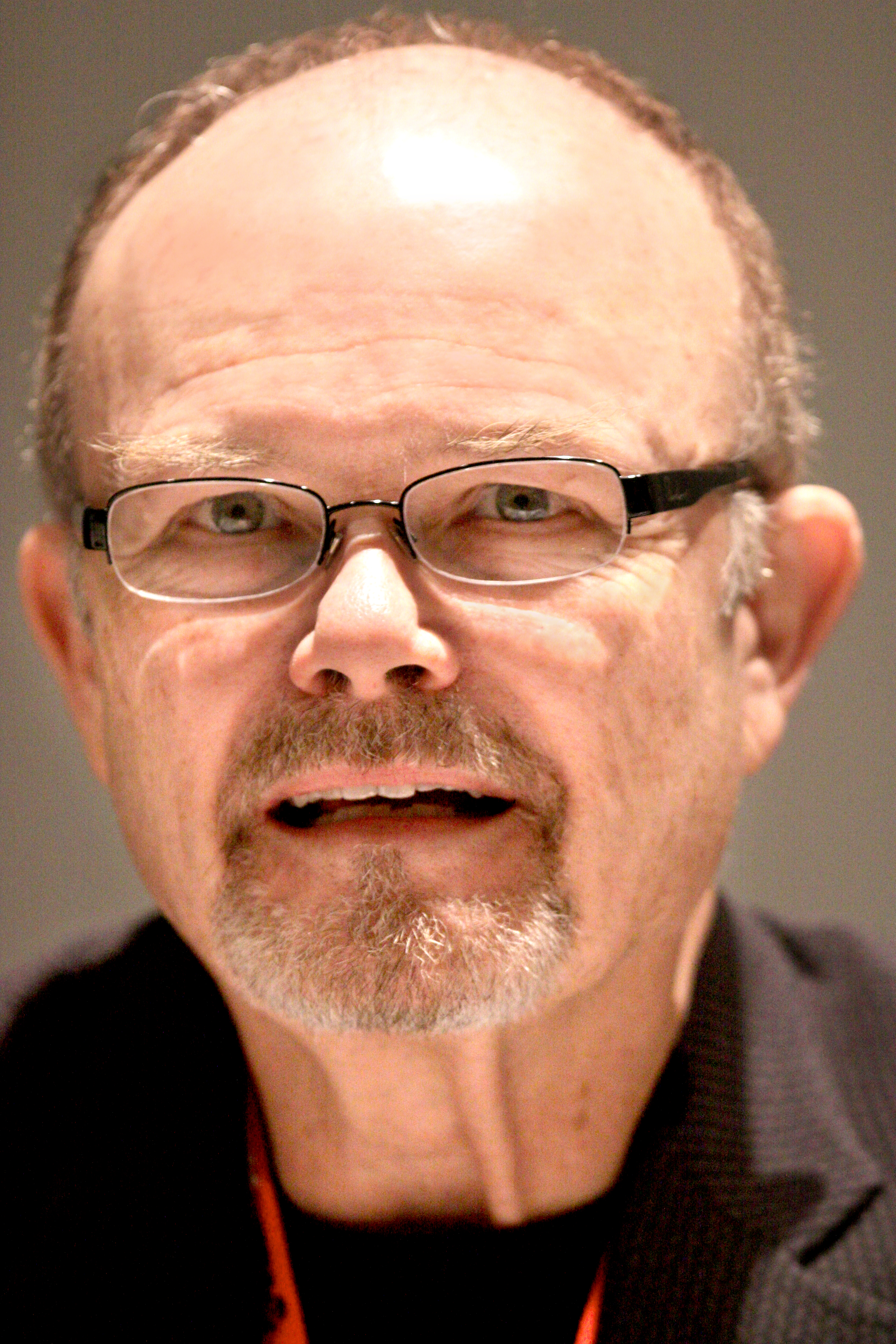

«Гротеск» — чотирнадцята серія третього сезону американського науково-фантастичного серіалу «Цілком таємно». Вперше була показана на телеканалі Фокс 2 лютого 1996 року. Сценарій до нього написав Говард Гордон, а режисером був Кім Меннерс. Ця серія отримала рейтинг Нільсена в 11,6 бала і її подивились 18,32 млн осіб. Серія отримала переважно позитивні відгуки від критиків.
Серіал розповідає про двох агентів ФБР Фокса Малдера (роль виконав Девід Духовни) та Дейну Скаллі (роль виконала Джилліан Андерсон), які розслідують паранормальні випадки, що називають «файли X». В цій серії агенти розслідують серійні вбивства. Вбивцю впіймали, але вбивства все одно продовжуються. Він стверджує, що всі вбивства скоїв дух ґаргульї. Коли Малдер починає розслідувати вбивства, він стає одержимим розкриттям цих злочинів, через що Скаллі навіть починає хвилюватись за його психічне здоров'я.

## Сюжет
В Університеті Джорджа Вашингтона у місті Вашингтон група художників малює з натури голого чоловіка. Але один з художників, Джон Мостоу, малює демонічне створіння. Намагаючись наточити олівець ножем, він порізався і замазав малюнок кров'ю. Коли закінчилося малювання, хлопець-модель виходить і збирається сісти в свою машину, але його хтось убиває. Наступного ранку співробітники ФБР під керівництвом агента Білла Паттерсона заарештували Мостоу в нього вдома. Під час обшуку в його домі знайшли закривавлений ніж, яким було скоєне останнє вбивство. Мостоу виявляється іммігрантом з Узбекистану з довгою історією лікування в психіатричних закладах. Йому висунули звинувачення у вбивстві сімох осіб із каліченням їхніх облич. Мостоу стверджує, що під час убивств ним оволодів якийсь дух. Мостоу малює ґаргулью і каже, що це вона змусила його вбивати. Під час того, як Мостоу перебуває під вартою, трапляється ще одне аналогічне вбивство. Заступник директора Скіннер наказує Малдеру та Скаллі долучитись до розслідування справи, чим агент Паттерсон дуже невдоволений. Малдер починає вірити Мостоу, в той час як Паттерсон залишається скептичним.
Малдер та Скаллі приїздять у студію Мостоу та знаходять там потаємну кімнату, а в ній — скульптури ґаргулій. Всередині них агенти знаходять тіла. Тим часом трапляється напад на склодува, якого потім госпіталізують. Агент Немхаузер, який теж веде цю справу, повідомляє Малдеру та Скаллі, що їх направили розслідувати цю справу на прохання Паттерсона. Це здається агентам дуже дивним через різке невдоволення Паттерсона залученням Малдера до справи. Малдер іде у бібліотеку та починає там шукати інформацію про ґаргулій. Врешті він засинає над книжками. Його будить агент Паттерсон і каже йому, що він даремно витрачає свій час. Тим часом Скаллі заходить до квартири Малдера та бачить, що всі стіни обвішані малюнками ґаргулій, так само як і в студії Мостоу. Малдер їде в студію Мостоу та починає там чекати. Врешті з'являється хтось з обличчям ґаргулії. Малдер намагається його наздогнати, але йому це не вдається. Після цього відбувається суперечка між Скаллі та Паттерсоном. Скаллі вимагає від нього припинити перешкоджати Малдеру і звинувачує його в тому, що він попросив долучити до справи Малдера, щоб дискредитувати його.
Скаллі знаходить ніж на останньому місці злочину. На цьому ножі виявляють відбитки пальців Малдера. Скаллі згодом виявляє зникнення з кімнати зберігання речових доказів ножа, яким були скоєні попередні напади. Вона йде до Скіннера, який теж стурбований поведінкою Малдера. Малдер бачить нічний кошмар, в якому на нього нападає ґаргулія. Він вирішує ще раз піти в дім Мостоу. Тим часом Скаллі отримує голосове повідомлення від агента Немхаузера, який просить негайно передзвонити. Скаллі телефонує Немхаузеру, але їй відповідає Малдер, який знайшов телефон у помешканні Мостоу. Малдер обшукує студію та знаходить тіло Немхаузера. Раптом у студію приходить Паттерсон. Малдер здогадується, що це Паттерсон скоїв убивства через те, що три роки був одержимим цією справою, і саме агент попросив долучити його до справи, щоб він здогадався про все. Малдер намагається його заарештувати, але через втручання Скаллі, Паттерсон починає втікати. Малдер під час переслідування стріляє в Паттерсона та заарештовує його. Паттерсона садять у в'язницю, попри те що він стверджує, що він не винен.

## Створення
Ідея серії прийшла в голову Говарду Гордону, коли він гуляв вулицями Нью-Йорка та помітив на будівлі ґаргулію. Він написав чорновий варіант сценарію серії про людину, контрольовану духом ґаргулії, але йому довелось звернутись по допомогу до Кріса Картера за три дні до зйомок. Вони працювали над сценарієм усі вихідні й додали в сценарій багато психологічних аспектів. Гордон був дуже задоволений кінцевою версією сценарію. Зйомки сцен зі скульптурами ґаргулій проходили в Херітедж-Холл у Ванкувері, популярному місці зйомок та колишньому поштовому відділенні. На останній стадії зйомок виникли проблеми через те, що раптом почали ремонтувати тротуар. Але робітники запевнили, що вони все зроблять швидко, і знімальна команда встигне усе зняти.
Кім Меннерс назвав серію «Гротеск» найкращою в третьому сезоні. Він сказав, що йому дуже сподобалась акторська гра Девіда Духовни в цій серії. Також він оповів, що «серія „Гротеск“ стала досить страшною серією. Ми зняли серію так, щоб глядачу було не по собі. Мені було навіть складно дивитись цю серію. Я би з задоволенням зробив би ще щось таке». Меннерс також зазначив, що ця серія стала прикладом для серіалу «Millennium», який згодом почали знімати та показувати на телеканалі Фокс.

## Знімались
| Актор             | Роль            |
| ----------------- | --------------- |
| Девід Духовни     | Фокс Малдер     |
| Джилліан Андерсон | Дейна Скаллі    |
| Мітч Піледжі      | Волтер Скіннер  |
| Кертвуд Сміт      | Білл Паттерсон  |
| Леван Учанеішвілі | агент Немгаузер |